# Arnulf Øverland
Ole Peter Arnulf Øverland (Kristiansund, 27 de abril de 1889 – Oslo, 25 de março de 1968) foi um escritor e poeta norueguês. Foi um intelectual da esquerda radical da Noruega durante a Segunda Guerra Mundial, e um forte ativista anti-nazista durante os anos da ocupação da Noruega. As suas obras incluem Berget det blå (1927) e Hustavler (1929).

## Obras
- Den røde front (1937)
- Vi overlever alt (1945)
- Sverdet bak døren (1956)
- Livets minutter (1965)